# Iban Iyanga
Iban Iyanga Travieso (Las Palmas de Gran Canaria, 2 juni 1987), bijnaam Randy, is een Spaans-Equatoriaal-Guinees voetballer. Hij speelt als vleugelaanvaller bij UD Las Palmas en het Equatoriaal-Guinees nationaal elftal.

## Clubcarrière
Iyanga begon als clubvoetballer bij Acodetti, waarna hij in de jeugopleiding van UD Las Palmas kwam. In 2009 debuteerde de aanvaller in het eerste elftal van de club, dat speelt in de Segunda División A. In het seizoen 2009-2010 speelde Iyanga op huurbasis bij CD Mirandés.

## Interlandcarrière
Juvenal debuteerde op 12 oktober 2010 voor het Equatoriaal-Guinees nationaal elftal tegen Botswana. Hij behoorde tot de selectie voor het Afrikaans kampioenschap voetbal 2012, waarvan Equatoriaal-Guinea samen Gabon gastland was. Iyanga scoorde in de tweede wedstrijd van het toernooi, waarin met 2–1 gewonnen werd van Senegal, met een kopbal uit een voorzet van Kily Álvarez.